# Bóng bàn tại Đại hội Thể thao Đông Nam Á 2007

Bóng bàn tại Đại hội Thể thao Đông Nam Á năm 2007 diễn ra tại Klang Plaza, thuộc thành phố Nakhon Ratchasima, Thái Lan, từ ngày 3 đến 10 tháng 12 năm 2007. Đây là kỳ SEA Games đặc biệt khi Singapore lần đầu tiên trong lịch sử giành trọn bộ 7 huy chương vàng ở toàn bộ các nội dung của môn bóng bàn.
Tay vợt Gao Ning trở thành tay vợt đầu tiên của Singapore giành chiến thắng nội dung đơn nam kể từ lần cuối cùng vào kì SEA Games 1999.

## Xếp hạng theo quốc gia
| Hạng | Đoàn      | Vàng | Bạc | Đồng | Tổng |
| ---- | --------- | ---- | --- | ---- | ---- |
| 1    | Singapore | 7    | 2   | 0    | 9    |
| 2    | Thái Lan  | 0    | 2   | 7    | 9    |
| 3    | Indonesia | 0    | 1   | 3    | 4    |
| 4    | Malaysia  | 0    | 1   | 2    | 3    |
| 4    | Việt Nam  | 0    | 1   | 2    | 3    |
| Tổng | Tổng      | 7    | 7   | 14   | 28   |

## Bảng huy chương
| Nội dung     | Vàng                                                               | Bạc                                                                                                | Đồng                                                                           | Đồng                                                                                 |          |
| ------------ | ------------------------------------------------------------------ | -------------------------------------------------------------------------------------------------- | ------------------------------------------------------------------------------ | ------------------------------------------------------------------------------------ | -------- |
| Đơn nam      | Gao Ning                                                           | Nguyễn Nam Hải                                                                                     | Sanguansin Phuchong                                                            | Sanguansin Phakpoom                                                                  | chi tiết |
| Đơn nữ       | Wang Yuegu                                                         | Ng Sock Khim                                                                                       | Komwong Nanthana                                                               | Muangsuk Anisara                                                                     | chi tiết |
| Đồng đội nam | Singapore Cai Xiaoli Gao Ning Yang Zi Pang Xuejie Ho Jiaren Jason  | Thái Lan Vipawatanakul S. Chaitat Chaisit Sanguansin Phuchong Sanguansin Phakpoom Vipawatanakul T. | Indonesia Handoyo Reno Jacobs Dian D. Michael Hussein Muhammad Yon Mardiyono . | Việt Nam Đoàn Kiến Quốc Trần Tuấn Quỳnh Nguyễn Nam Hải Đinh Quang Linh Đỗ Đức Duy    | chi tiết |
| Đồng đội nữ  | Singapore Li Jiawei Sun Bei Bei Tan Paey Fern Wang Yuegu Yu Mengyu | Thái Lan Triampo Priyakan Rattanapr. Suttilux Muangsuk Anisara Vongboon Tidaporn Komwong Nanthana  | Malaysia Beh Lee Wei Ng Sock Khim Chiu Soo Jiin Gam Gaik Ding                  | Việt Nam Mai Hoàng Mỹ Trang Mai Xuân Hằng Lương Thị Tám Vũ Thị Hà Phạm Thị Thiên Kim | chi tiết |
| Đôi nam      | Singapore Gao Ning Yang Zi                                         | Indonesia Handoyo Reno Hussein Muhammad                                                            | Indonesia Jacobs Dian D. Michael Yon Mardiyono                                 | Malaysia Ibrahim Muhd Shakirin Chai Kian Beng                                        | chi tiết |
| Đôi nữ       | Singapore Sun Bei Bei Yu Mengyu                                    | Singapore Li Jiawei Wang Yuegu                                                                     | Indonesia Nilasari Ceria Ferliana Christine                                    | Thái Lan Muangsuk Anisara Komwong Nanthana                                           | chi tiết |
| Đôi nam nữ   | Singapore Yang Zi Li Jiawei                                        | Singapore Gao Ning Sun Bei Bei                                                                     | Thái Lan Komwong Nanthana Sanguansin Phakpoom                                  | Thái Lan Muangsuk Anisara Sanguansin Phuchong                                        | chi tiết |